# Check- und Kreditkartenmissbrauch
Der Check- und Kreditkartenmissbrauch ist ein Straftatbestand des schweizerischen Strafrechts. Er zählt zu den betrugsähnlichen Vermögensdelikten und bezweckt den Schutz des Vermögens der Aussteller von Check- und Kreditkarten.
Der Straftatbestand ist in Artikel 148 StGB normiert und lautet wie folgt: